# Чекмово
Чекмово — деревня в Пушкинском районе Московской области России, входит в состав сельского поселения Царёвское. Население — 13 чел. (2010).

## География
Расположена на севере Московской области, в восточной части Пушкинского района, примерно в 17 км к северо-востоку от центра города Пушкино и 32 км от Московской кольцевой автодороги, на реке Талице бассейна Клязьмы, западнее города Красноармейска.
К деревне приписано пять садоводческих товариществ. В 5 км к западу — Ярославское шоссе М8, в 2 км к югу — Московское малое кольцо А107, в 3 км к северу — ветка линии Ярославского направления Московской железной дороги Софрино — Красноармейск.
Ближайшие сельские населённые пункты — деревни Березняки, Никулино и Шаблыкино, ближайшая железнодорожная станция — Путилово.

## Население
| 1859 | 1890 | 1899 | 1926 | 2002 | 2006 | 2010 |
| ---- | ---- | ---- | ---- | ---- | ---- | ---- |
| 84   | ↘81  | ↗86  | ↗88  | ↘7   | ↗8   | ↗13  |

## История
В «Списке населённых мест» 1862 года — владельческая деревня 1-го стана Дмитровского уезда Московской губернии по левую сторону Московско-Ярославского шоссе (из Ярославля в Москву), в 47 верстах от уездного города и 22 верстах от становой квартиры, при речке Толще, с 14 дворами и 84 жителями (40 мужчин, 44 женщины).
По данным на 1899 год — деревня Богословской волости Дмитровского уезда с 86 жителями.
В 1913 году — 7 дворов, имения Глухова и Иванова.
По материалам Всесоюзной переписи населения 1926 года — деревня Путиловского сельсовета Путиловской волости Сергиевского уезда Московской губернии в 2,7 км от Вознесенского шоссе и 8,5 км от станции Софрино Северной железной дороги, проживало 88 жителей (46 мужчин, 42 женщины), насчитывалось 12 крестьянских хозяйств.
С 1929 года — населённый пункт в составе Пушкинского района Московского округа Московской области. Постановлением ЦИК и СНК от 23 июля 1930 года округа как административно-территориальные единицы были ликвидированы.
1994—2006 гг. — деревня Царёвского сельского округа Пушкинского района.
С 2006 года — деревня сельского поселения Царёвское Пушкинского муниципального района Московской области.

## Достопримечательности
- В 0,6 км к юго-востоку от деревни, на правом берегу реки Талицы, находится памятник археологии — группа Чекмовских курганов XII—XIII вв.[17]